# IT 인프라스트럭처

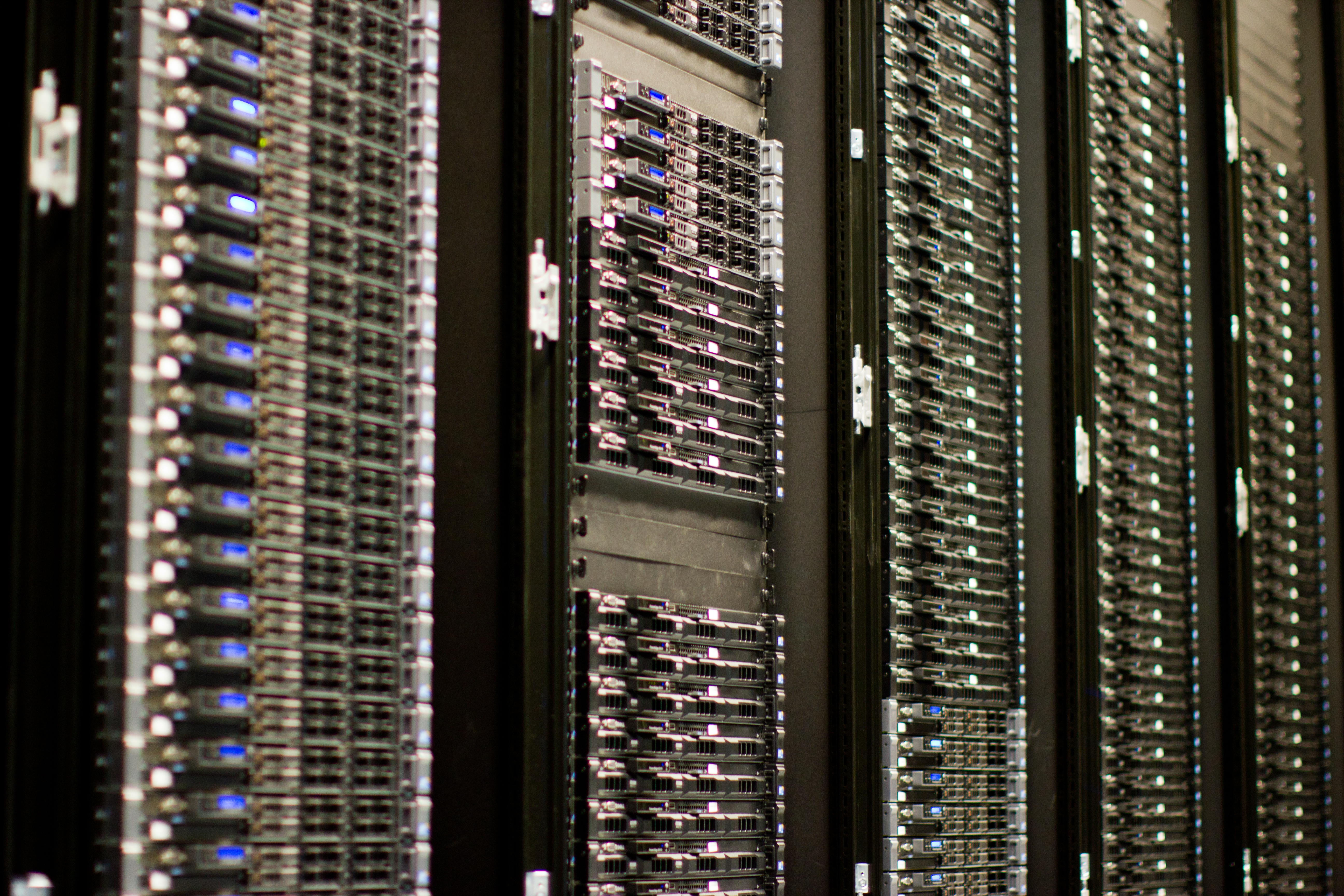
서버는 IT 인프라의 물리적인 부품이다.

IT 인프라스트럭처(IT infrastructure), IT 인프라 또는 정보 기술 인프라(Information technology infrastructure)는 IT 서비스의 기초가 되는 정보기술(IT) 구성 요소 집합으로 광범위하게 정의된다. 일반적으로 물리적 구성 요소(컴퓨터, 네트워킹 하드웨어 및 시설)뿐만 아니라 다양한 소프트웨어 및 네트워크 구성 요소도 있다.
ITIL 기초 과정 용어집에 따르면, IT 인프라는 "IT 서비스를 개발, 테스트, 제공, 모니터링, 제어 또는 지원하는 데 필요한 모든 하드웨어, 소프트웨어, 네트워크, 시설 등"이라고도 할 수 있다. IT 인프라라는 용어에는 모든 정보 기술이 포함되지만 관련 인력, 프로세스 및 문서는 포함되지 않는다.

## 같이 보기
- 컨버지드 인프라스트럭처
- 하이퍼 컨버지드 인프라스트럭처
- 정보 인프라스트럭처
- 서비스형 인프라스트럭처
- 코드형 인프라스트럭처